# バンスカー・ビストリツァ県
バンスカー・ビストリツァ県（バンスカービストリツァけん、スロバキア語: Banskobystrický kraj）は、スロバキアの県の一つである。県都は、バンスカー・ビストリツァ。面積は9,454平方キロメートル、人口は約61万人（2023年末時点）。
スロバキアの中南部に位置し、南にハンガリーと接する。

## 下位行政区画
- バンスカー・ビストリツァ郡（英語版）（Okres Banská Bystrica）
- バンスカー・シュチアウニツァ郡（英語版）（Okres Banská Štiavnica）
- ブレズノ郡（英語版）（Okres Brezno）
- ジェトヴァ郡（英語版）（Okres Detva）
- クルピナ郡（英語版）（Okres Krupina）
- ルチェネツ郡（英語版）（Okres Lučenec）
- ポルタール郡（英語版）（Okres Poltár）
- レヴーツァ郡（英語版）（Okres Revúca）
- リマウスカー・ソボタ郡（英語版）（Okres Rimavská Sobota）
- ヴェルキー・クルティーシュ郡（英語版）（Okres Veľký Krtíš）
- ズヴォレン郡（英語版）（Okres Zvolen）
- ジャルノヴィツァ郡（英語版）（Okres Žarnovica）
- ジアル・ナド・フロノム郡（英語版）（Okres Žiar nad Hronom）

## 主な都市
- クレムニツァ
- ズヴォレン
- ドゥディンツェ
- バンスカー・ビストリツァ（県都）
- バンスカー・シュチャヴニツァ
- プラハ